# Gallegos de Argañán (kommun)
Gallegos de Argañán är en kommun i Spanien.   Den ligger i provinsen Provincia de Salamanca och regionen Kastilien och Leon, i den västra delen av landet, 250 km väster om huvudstaden Madrid. Antalet invånare är 312.